# District de Nalanda
Le district de Nalanda  (hindi : नालंदा जिला)  est un district de l'état du Bihar en Inde.

## Géographie

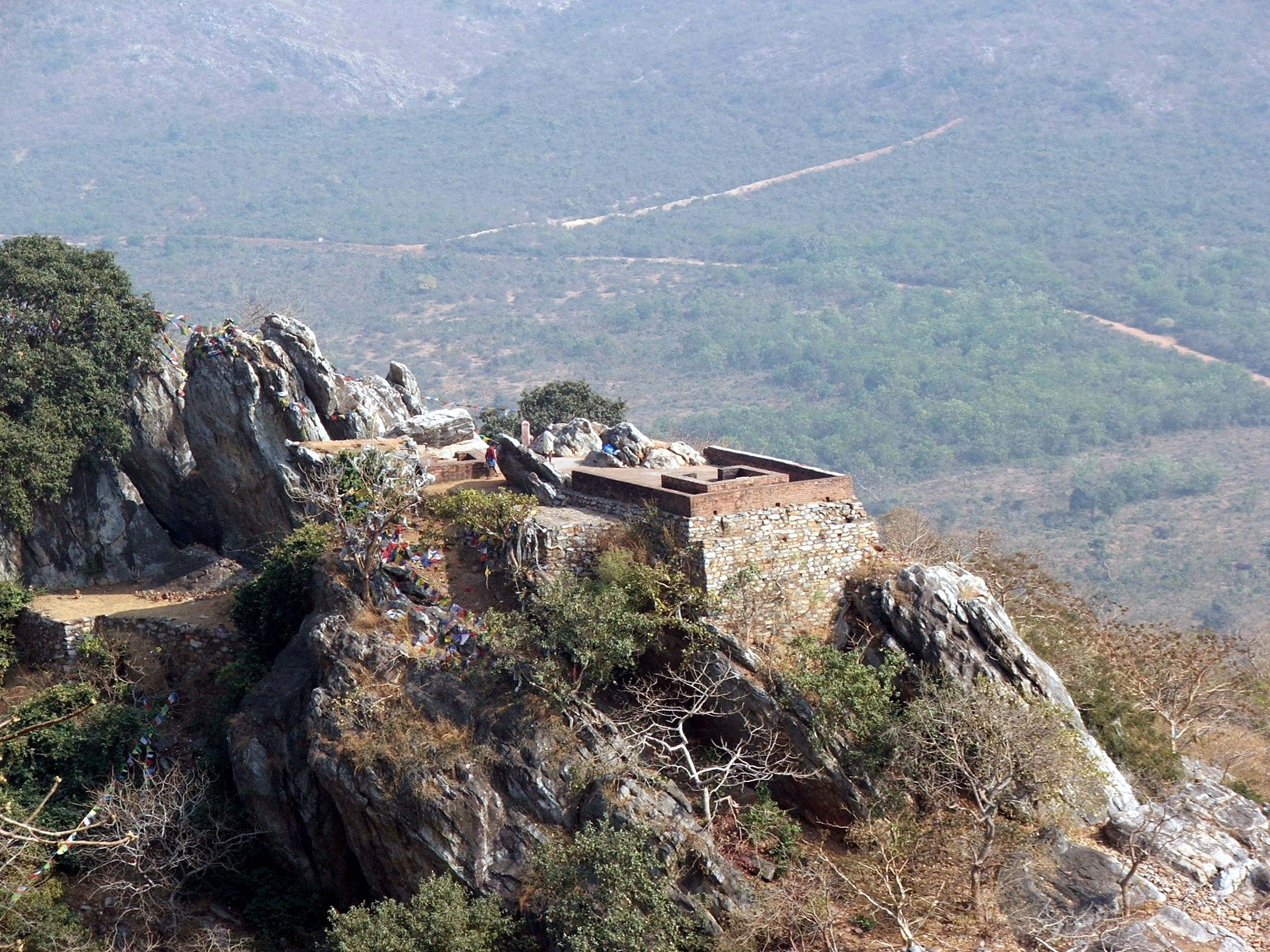
Le mont des Vautours.

Sa population de 2 877 653 habitants (en 2011) pour une superficie de 2 355 km2. Son chef-lieu est la ville de Bihar Sharif.